# Pompiliu Nicolau

Pompiliu Nicolau.

Pompiliu Nicolau (n. 3 martie 1891 – d. 1 octombrie 1972) a fost un inginer român, specialist în hidraulică și mașini hidraulice.
Între 1924–1941 și 1949–1962 a fost profesor emerit (titlu acordat în 1962) la Universitatea Politehnica Timișoara, în cadrul căreia a înființat laboratorul de mașini hidraulice. În anii 1945-1946 a fost membru în comisia pentru studiul refacerii economice a României.
 În 1969 primește și titlul de om de știință emerit.
Pompiliu Nicolau a fost Ministrul Lucrărilor Publice și Comunicațiilor în perioada 14 septembrie 1940 - 23 octombrie 1940  în guvernul lui Ion Antonescu, dar a demisionat după două săptămâni deoarece nu a fost de acord cu politica regimului antonescian.

## Distincții
- titlul de „Profesor Emerit al Republicii Populare Romîne” (5 noiembrie 1962) „pentru activitatea îndelungată, contribuție în dezvoltarea științei și merite deosebite în dezvoltarea învățămîntului superior”[5]